# Harry Reems
Herbert John Streicher (27 d'agost de 1947 – 19 de març de 2013), més conegut pel seu pseudònim professional Harry Reems, va ser un actor pornogràfic estatunidenc i més tard un agent immobiliari d'èxit. Els seus papers més famosos van ser el de Doctor Young al clàssic de culte pornogràfic de 1972 Deep Throat i The Teacher al clàssic de 1973 The Devil in Miss Jones. Durant la dècada de 1970 i fins a mitjans dels 80, va ser un dels intèrprets més prolífics de la indústria del cinema per a adults. Es va convertir en el primer actor estatunidenc a ser processat només per haver aparegut en una pel·lícula. Es va retirar de la indústria el 1985.

## Primers anys
Reems va néixer Herbert John Streicher el 27 d'agost de 1947 en una família jueva. Era el més petit de tres fills. El seu pare Don Streicher va treballar com a venedor abans de convertir-se en llibreter. La seva mare, Rose, era model. El pare d'en Harry va entrar més tard a la indústria de la impremta i va ser prou ric com per traslladar la família a Westchester (Nova York). El 1965, als 18 anys, va anar a la Universitat de Pittsburgh per convertir-se en dentista. Tanmateix, més tard es va allistar al Cos de Marines dels Estats Units d'Amèrica, del qual es va llicenciar amb honor després d'un permís forçós. El 1967, es va traslladar a l'East Village de Manhattan, on el seu germà i company de pis estaven adquirint experiència com a actors. La seva primera carrera d'actor (no porno) va ser principalment al teatre off-Broadway per a La MaMa Experimental Theatre Club, el New York Theatre Ensemble i la National Shakespeare Company.

## Carrera
Abans d'aparèixer a Deep Throat, Streicher va ser escollit pel cineasta Eduardo Cemano per fer una escena hardcore en una pel·lícula anomenada The Deviates, que s'havia estrenat anteriorment com una pel·lícula softcore. Va ser una escena de sexe amb pintura corporal que Streicher va descriure més tard com la seva experiència sexual més dolorosa perquè la pintura al tremp utilitzada va començar a assecar-se i esquerdar-se. Cemano el va fer protagonitzar el seu primer llargmetratge de 16 mm, anomenat The Weirdos and the Oddballs, que més tard es va actualitzar a 35 mm i es va estrenar com a Zora Knows Best. Va ser per aquesta pel·lícula que va canviar el seu nom a Peter Long.
Buscant maneres de mantenir-se, Streicher va aparèixer en dotzenes de stag films curts, sovint anomenats "loops", durant els primers anys 70. Finalment, va aparèixer en aproximadament 140 llargmetratges de sexplotació i hardcore entre 1971 i 1974 i de 1982 a 1985, amb Deep Throat (1972) i The Devil in Miss Jones (1973) com les més conegudes, així com grindhouses com Forces Entry (1973) i Sex Wish (1976); en la primera interpreta a un veterà sàdic del Vietnam compromès amb la violació i l'assassinat; més tard descrita per Streicher com l'única pel·lícula en la que lamenta haver aparegut, entre que en aquest últim interpreta un marit convertit en vigilant que busca venjança per la violació i l'assassinat de la seva dona.
El 1975 va publicar unes memòries, Here Comes Harry Reems, on detalla els primers anys de la seva carrera cinematogràfica per adults. Reems també va aparèixer en un parell de pel·lícules populars, com la comèdia sexual/pel·lícula de terror Case of the Full Moon Murders (1973), el drama Deadly Weapons (1974), les pel·lícules de terror Demented (1980) i To All a Goodnight (1980), la comèdia National Lampoon's Movie Madness (1982) i el telefilm The Cartier Affair (1984). Va actuar com a narrador a la pel·lícula Mae West (1982). També va aparèixer en diverses pel·lícules pornogràfiques de producció sueca, com ara Justine & Juliette (1975), Bel Ami (1976) i Molly (1977), així com la convencional SS Operation Wolf Cub (1983).
Per la producció de Deep Throat a Miami, Florida el gener de 1972, Streicher va ser contractat per formar part de l'equip d'il·luminació, però el director no va poder adjudicar un dels papers i li va demanar que l'interpretés. Li van pagar 250 dòlars per un dia de treball d'actuació (1.200 dòlars en total). Streicher va dir que no sabia que el director li havia donat el nom de "Harry Reems" fins que va veure la pel·lícula.

## Judici i anys posteriors com a actor

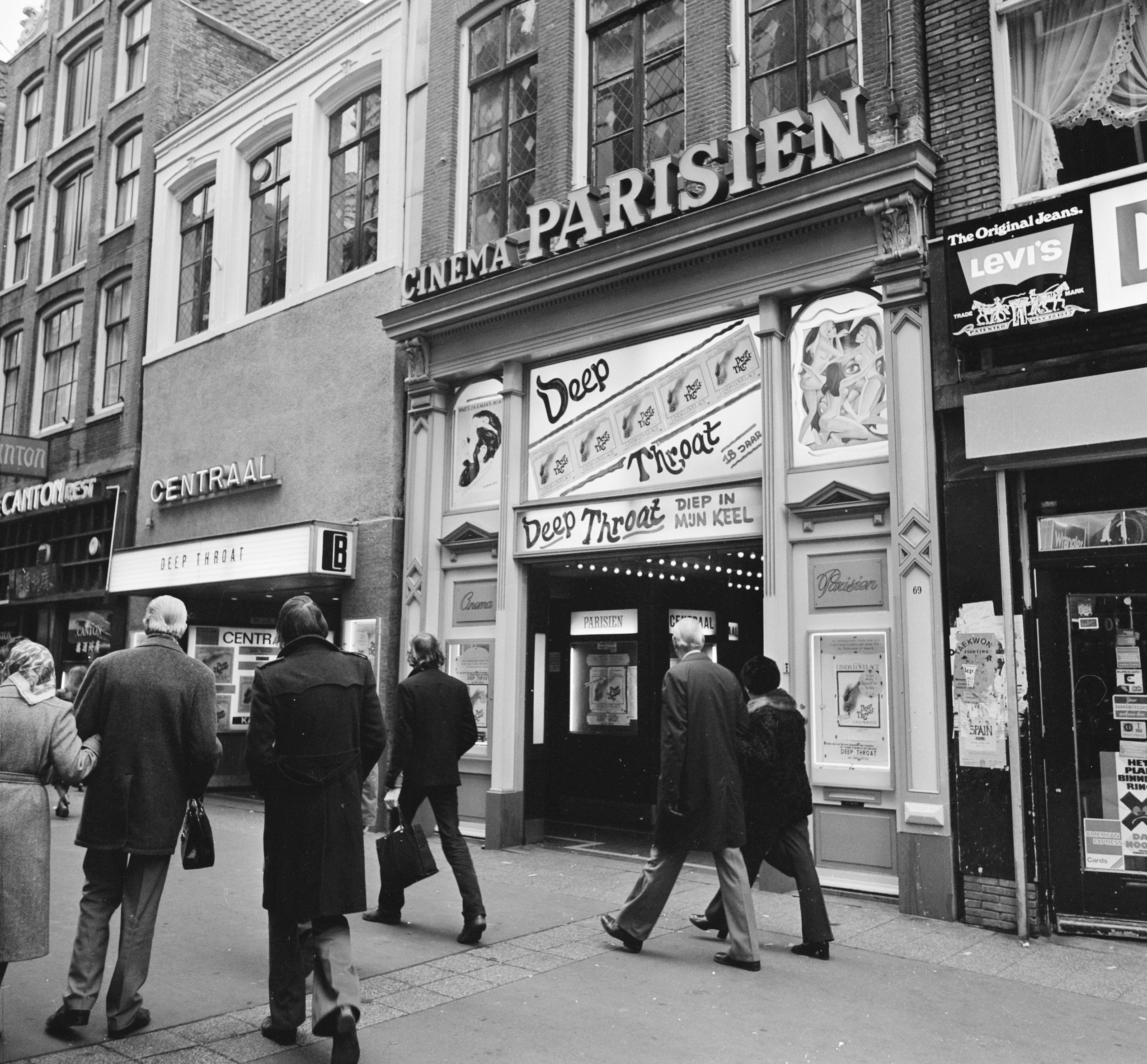
Un cinema a Amsterdam exhibint Deep Throat

L'aparició de Reems a Deep Throat va provocar el seu arrest per part d'agents de l'FBI a Nova York el juliol de 1974 i la seva acusació a Memphis, Tennessee, el juny de 1975 per càrrecs federals de conspiració per distribuir obscenitat dins de les fronteres de l'estat. Reems la va titllar de forum-shopping. Va ser condemnat l'abril de 1976 amb 11 persones més i quatre corporacions.
La seva condemna va ser anul·lada en apel·lació l'abril de 1977 perquè les seves activitats en la realització de la pel·lícula es van produir abans de la decisió de la Cort Suprema dels Estats Units sobre l'obscenitat del 1973 (Miller v. California), i Reems va rebre un nou judici. Els càrrecs contra Reems es van retirar a l'agost.
La defensa va argumentar que va ser el primer actor estatunidenc que va ser processat pel govern federal només per haver aparegut en una pel·lícula, i va rebre un suport considerable de celebritats establertes de Hollywood i Nova York durant el seu judici, incloent Jack Nicholson, Warren Beatty, Shirley MacLaine, Richard Dreyfuss, Colleen Dewhurst, Rod McKuen, Ben Gazzara, Mike Nichols, Julie Newmar, Dick Cavett, George Plimpton, i Stephen Sondheim. Nicholson, Beatty, i Louise Fletcher estaven disposats a declarar a favor seu en el seu judici. La seva exitosa apel·lació va ser gestionada per Alan Dershowitz. La seva autobiografia Here Comes Harry Reems fou publicada en 1975, en la qual va informar àmpliament sobre la seva primera experiència com a actor en pel·lícules per adults.
Reems fou seleccionat per actuar a la pel·lícula musical de 1978 [[[Grease (pel·lícula)|Grease]] com a entrenador Calhoun, però per por que la seva notorietat pogués en perill la taquilla de la pel·lícula al Sud dels Estats Units, fou substituït per Sid Caesar.
Reems va retornar el teatre el 1979 amb l'obra The Office Murders i el 1981 amb lobra What the Butler Saw.
L'any 1982, després d'una pausa de vuit anys pel porno, Reems va tornar a la indústria i va actuar a la pel·lícula Society Affairs, i segons es diu va rebre un sou de sis xifres per fer la pel·lícula. El 1984 va actuar a la pel·lícula Those Young Girls amb Traci Lords que aleshores tenia 16 anys. Es va retirar del porno l'any 1985. El mateix any va ser inclòs al Saló de la Fama de XRCO; també inclòs al Saló de la Fama d'AVN.

## Darrers anys
Després d'anys d'abús de drogues i viure sense llar, Reems va començar la seva recuperació el 1989 mentre vivia a Park City (Utah). Estava casat amb Jeanne Sterret, una dona religiosa que havia conegut mentre esquiava a la mateixa ciutat. Després es va convertir del judaisme al cristianisme. "Com que estava borratxo, vaig començar a anar per les esglésies", va dir Reems. "Em deien gitano d'església". Reems va acreditar la seva conversió al reverend Mark Heiss, un antic pastor de l'església comunitària de Park City a Park City, Utah.
Heiss va ser reemplaçat bruscament a l'església per una altra persona, per raons que Reems diu que mai es van explicar; Reems va abandonar la congregació perquè creia que l'assistència a l'església era "per posar diners a les arques". Fora de la religió organitzada, va continuar meditant, pregant i oferint gratitud a Déu. "Si no posés Déu a la meva vida, ara estaria mort", va dir. "No sóc religiós. Sóc espiritual, 100 per cent." Va continuar identificant-se com "Harry Reems", fins i tot fent servir el nom mentre treballava com a agent immobiliari. Més tard va ser síndic d'una església local de l'Església Metodista Unida.
Va ser entrevistat al documental de 2005 Inside Deep Throat. L'entrada de Reems a la indústria de l'entreteniment per a adults, la seva experiència en el rodatge de Deep Throat i els seus posteriors judicis per infàmia i obscenitat, són el tema de l'obra de 2010 The Deep Throat Sex Scandal. Durant l'estrena de l'obra a Los Angeles, Reems va morir a Utah; la seva mort es va notar per la producció.
L'any 2014, el guardonat dramaturg Craig Hepworth va obrir la seva obra Porn Chic sobre Reems i Lovelace i les repercussions de Deep Throat a Manchester, Regne Unit. L'obra va tenir crítiques entusiastes i la producció del 2016 va guanyar el premi al millor drama als Premis GMF. L'obra tornarà el 2018/19 per a una gira al Regne Unit.

## Mort
Reems va morir de càncer de pàncrees el 19 de març de 2013, als 65 anys, al Salt Lake City Veterans Administration Medical Center. No tenia fills.

## Filmografia
- 1969:
- Crack-Up
- 1970:
  - Bacchanale
  - The Cross and the Switchblade (sense acreditar)
  - Erecter Sex 3: Sex Ed 101
  - Erecter Sex 4: Pole Position
- 1971:
  - Dark Dreams as Jack
  - Klute com a patró de discoteca (no acreditat)
  - Sex USA com a noi amb noies bisexuals (no acreditat)
  - Vice Versa!
  - Mondo Porno (no acreditat)
  - The Weirdos and the Oddballs com David
  - His Loving Daughter com Freddy (no acreditat)
  - The Altar of Lust com Don
  - A Time to Love com Jon
- 1972:
  - Deep Sleep (com Harry Reemes / només cr+edit)
  - Meatball
  - Cherry Blossom
  - Rivelazioni di un maniaco sessuale al capo della squadra mobile
  - Forbidden Under Censorship of the King
  - Deep Throat
  - The Abductors
  - Selling It
  - Mondo Porno
- 1973:
  - Girls in the Penthouse
  - Revolving Teens
  - Case of the Full Moon Murders
  - Loops
  - The New Comers (com Harry Reams)
  - The Collegiates
  - Over Sexposure
  - Filthiest Show in Town
  - The Devil in Miss Jones
  - Forced Entry
  - Head Nurse
  - Fast Ball
  - High Rise
  - Herbie (com Richard Hurt)
  - It Happened in Hollywood
  - Fleshpot on 42nd Street
  - The Female Response
- 1974:
  - Ape Over Love
  - Pleasure Cruise
  - Wet Rainbow
  - Doctor Feelgood
  - Memories Within Miss Aggie
  - Deadly Weapons
  - Teenage Cheerleader
  - Deep Throat Part II
  - College Girls
  - Hotel Hooker
  - Intensive Care
  - The Love Witch
  - A Touch of Genie com ell mateix
- 1975:
  - Sherlick Holmes
  - More
  - Linda Lovelace Meets Miss Jones
  - Every Inch a Lady
  - Butterflies
  - Justine och Juliette
  - Mae West (com a narrador)
  - Sexual Freedom in Brooklyn
  - Christy
  - Sometime Sweet Susan
  - Experiments in Ecstacy
- 1980:
  - Demented (com Bruce Gilchrist)
  - To All a Goodnight (com Dan Stryker)
- 1982:
  - National Lampoon's Movie Madness
- 1983:
  - Eighth Erotic Film Festifal
  - Wolf Cubs
  - Vice Squad Cop ‘’
  - Society Affairs
- 1984:
  - Sister Dearest
  - Girls on Fire
  - Those Young Girls (vídeo)
  - The Cartier Affair (telefilm)
  - R.S.V.P. (telefilm)
  - For Your Thighs Only
  - Girls of the Night (vídeo)
  - One Night at a Time
  - Private Fantasies 4 (vídeo)
- 1985:
  - Private Fantasies VI
  - The Grafenberg Spot
  - Tower of Power
  - Too Naughty to Say No
  - Beverly Hills Exposed
  - Deep Chill (vídeo)
  - Dream Lover (vídeo)
  - Educating Mandy (vídeo)
  - Erotica Jones
  - Fantasies Unltd
  - Heart Throbs
  - Hot Blooded
  - Hot Nights at the Blue Note Cafe
  - Indecent Itch
  - Loose Ends
  - Losing Control
  - Love Bites (vídeo)
  - Lucky in Love
  - Lust in Space
  - Obsession
  - Older Men with Young Girls (vídeo)
  - Oriental Jade
  - Passage to Ecstasy
  - Rubdown
  - Talk Dirty to Me One More Time
  - Ten Little Maidens
  - The Girls of 'A' Team (vídeo)
  - Titillation
  - Trashy Lady
  - Wet, Wild & Wicked (vídeo)
  - Whore of the Worlds (vídeo)
  - With Love from Susan
  - WPINK-TV: Its Red Hot!! (vídeo)

## Premis
- 1986 Premi AVN al millor actor guanyador Trashy Lady (pel·lícula).[28]